# (74488) 1999 CX110
(74488) 1999 CX110 – planetoida z pasa głównego asteroid okrążająca Słońce w ciągu 5,47 lat w średniej odległości 3,1 j.a. Odkryta 12 lutego 1999 roku.